# La Chapelle-Villars
Pour les articles homonymes, voir La Chapelle et Villars.
La Chapelle-Villars est une commune française située dans le département de la Loire en région Auvergne-Rhône-Alpes.
Les habitants de la commune s'appellent les Chapelards et les Chapelardes
.

## Géographie

### Situation
La commune se situe à une quinzaine de kilomètres à l'est de Saint-Chamond au pied du Mont Monnet.

### Communes limitrophes
| Longes  |                     |          |
| Pavezin | La Chapelle-Villars | Condrieu |
|         | Chuyer              | Vérin    |

### Climat
Pour des articles plus généraux, voir Climat d'Auvergne-Rhône-Alpes et Climat de la Loire.
En 2010, le climat de la commune est de type climat océanique altéré, selon une étude du Centre national de la recherche scientifique s'appuyant sur une série de données couvrant la période 1971-2000. En 2020, Météo-France publie une typologie des climats de la France métropolitaine dans laquelle la commune est dans une zone de transition entre le climat semi-continental et le climat de montagne et est dans la région climatique Nord-est du Massif Central, caractérisée par une pluviométrie annuelle de 800 à 1 200 mm, bien répartie dans l’année.
Pour la période 1971-2000, la température annuelle moyenne est de 11,3 °C, avec une amplitude thermique annuelle de 17,6 °C. Le cumul annuel moyen de précipitations est de 924 mm, avec 9,2 jours de précipitations en janvier et 6 jours en juillet. Pour la période 1991-2020, la température moyenne annuelle observée sur la station météorologique de Météo-France la plus proche, « Reventin », sur la commune de Reventin-Vaugris à 10 km à vol d'oiseau, est de 12,9 °C et le cumul annuel moyen de précipitations est de 775,7 mm,. Pour l'avenir, les paramètres climatiques de la commune estimés pour 2050 selon différents scénarios d'émission de gaz à effet de serre sont consultables sur un site dédié publié par Météo-France en novembre 2022.

## Urbanisme

### Typologie
Au 1er janvier 2024, La Chapelle-Villars est catégorisée commune rurale à habitat dispersé, selon la nouvelle grille communale de densité à sept niveaux définie par l'Insee en 2022.
Elle est située hors unité urbaine. Par ailleurs la commune fait partie de l'aire d'attraction de Lyon, dont elle est une commune de la couronne,. Cette aire, qui regroupe 397 communes, est catégorisée dans les aires de 700 000 habitants ou plus (hors Paris),.

### Occupation des sols
L'occupation des sols de la commune, telle qu'elle ressort de la base de données européenne d’occupation biophysique des sols Corine Land Cover (CLC), est marquée par l'importance des territoires agricoles (63,4 % en 2018), une proportion identique à celle de 1990 (63,4 %). La répartition détaillée en 2018 est la suivante : 
zones agricoles hétérogènes (43,1 %), forêts (36,6 %), prairies (11,3 %), terres arables (9 %). L'évolution de l’occupation des sols de la commune et de ses infrastructures peut être observée sur les différentes représentations cartographiques du territoire : la carte de Cassini (XVIIIe siècle), la carte d'état-major (1820-1866) et les cartes ou photos aériennes de l'IGN pour la période actuelle (1950 à aujourd'hui).

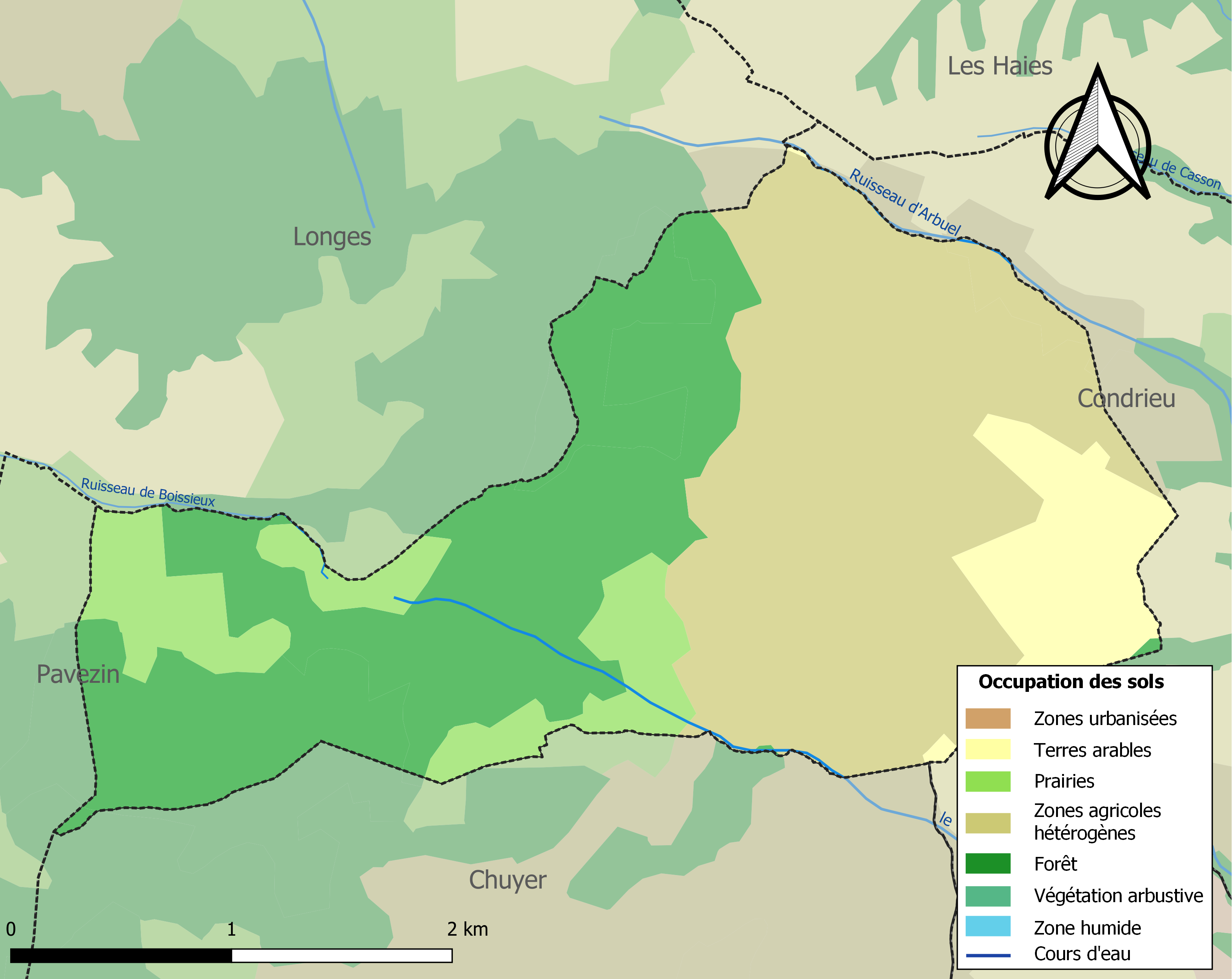
Carte des infrastructures et de l'occupation des sols de la commune en 2018 (CLC).

## Toponymie
La famille De la Chapelle originaire du Gévaudan serait à l'origine du village.
D'autre part, le mot « Villars » est associé à la famille du maréchal-duc Claude Louis Hector de Villars (1653- 1734), qui a sauvé les armées de Louis XIV de la défaite à la bataille de Denain (1712). Comme Nicolas de Villars, évêque d'Agen, mort le 10 décembre 1608, est fils de Claude de Villars, seigneur de La Chapelle et de Masclas (Maclas), Villars dans le nom du village est bien antérieur au maréchal, représentant le plus illustre de la famille. La branche de la famille de Villas à l'origine de la deuxième partie du nom du village est une la branche qui a compté cinq archevêque à Vienne. La famille de Villars avait alors acquis une maison de vigne et en a fait un château avec l'autorisation de Henri lll . Le château est aujourd'hui inscrit monument historique et a bénéficié en 2023 du Loto du patrimoine.
Sous la Révolution, la commune se nommait Villars-en-Montagne. En 1936 elle a pris le nom de La Chapelle puis La Chapelle-Villars.

## Histoire
La famille De la Chapelle originaire du Gévaudan serait à l'origine du village. Le village dépendait de la paroisse des Haies.
La chapelle Sainte-Marguerite, récemment restaurée par une association, remonterait au Xe siècle.

## Politique et administration

### Liste des maires
| Période                                  | Période                   | Identité                                        | Étiquette           | Qualité |
| ---------------------------------------- | ------------------------- | ----------------------------------------------- | ------------------- | ------- |
| Les données manquantes sont à compléter. |                           |                                                 |                     |         |
| 1997                                     | En cours (au 28 mai 2020) | Jacques Berlioz, Réélu pour le mandat 2020-2026 | ? puis UMP puis DLF |         |

## Population et société

### Démographie
L'évolution du nombre d'habitants est connue à travers les recensements de la population effectués dans la commune depuis 1793. Pour les communes de moins de 10 000 habitants, une enquête de recensement portant sur toute la population est réalisée tous les cinq ans, les populations de référence des années intermédiaires étant quant à elles estimées par interpolation ou extrapolation. Pour la commune, le premier recensement exhaustif entrant dans le cadre du nouveau dispositif a été réalisé en 2008.

En 2022, la commune comptait 533 habitants, en évolution de +0,76 % par rapport à 2016 (Loire : +1,32 %, France hors Mayotte : +2,11 %).
| 1793 | 1800 | 1806 | 1821 | 1831 | 1836 | 1841 | 1846 | 1851 |
| ---- | ---- | ---- | ---- | ---- | ---- | ---- | ---- | ---- |
| 315  | 275  | 308  | 288  | 262  | 275  | 307  | 292  | 282  |

| 1856 | 1861 | 1866 | 1872 | 1876 | 1881 | 1886 | 1891 | 1896 |
| ---- | ---- | ---- | ---- | ---- | ---- | ---- | ---- | ---- |
| 279  | 277  | 347  | 349  | 338  | 325  | 320  | 321  | 281  |

| 1901 | 1906 | 1911 | 1921 | 1926 | 1931 | 1936 | 1946 | 1954 |
| ---- | ---- | ---- | ---- | ---- | ---- | ---- | ---- | ---- |
| 297  | 307  | 298  | 260  | 247  | 232  | 224  | 221  | 193  |

| 1962 | 1968 | 1975 | 1982 | 1990 | 1999 | 2006 | 2008 | 2013 |
| ---- | ---- | ---- | ---- | ---- | ---- | ---- | ---- | ---- |
| 205  | 209  | 227  | 223  | 262  | 333  | 508  | 558  | 534  |

| 2018 | 2022 | - | - | - | - | - | - | - |
| ---- | ---- | - | - | - | - | - | - | - |
| 530  | 533  | - | - | - | - | - | - | - |

### Festivités
- La fête votive de la commune (la fête paroissiale), La vogue se déroule généralement le week-end le plus proche de la Saint-Louis (août).

## Culture locale et patrimoine

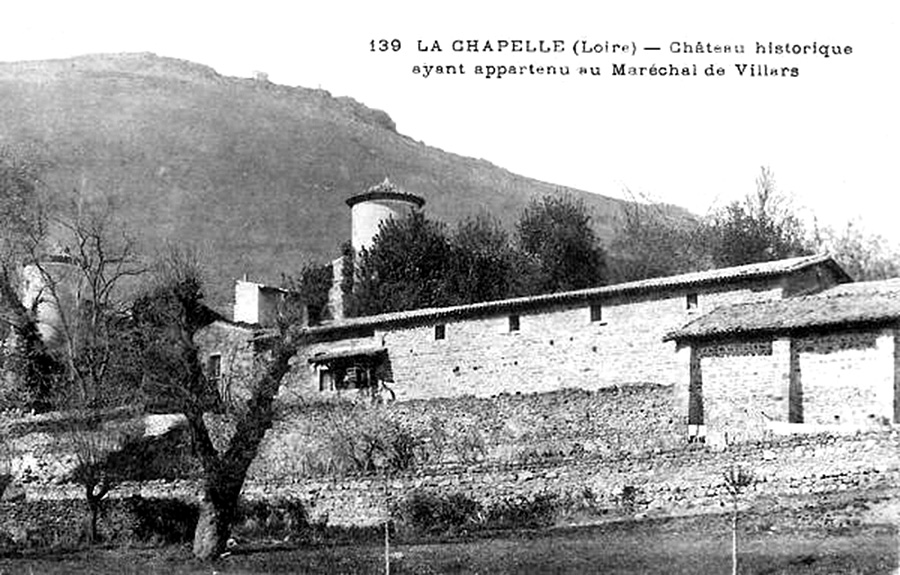
Le château de Villars, vers 1900.

### Lieux et monuments
- Château de la Chapelle-Villars (ou du maréchal de Villars) des XVIe – XVIIe siècles.

Inscrit aux monuments historiques en 1978,.
- Église Saint-Joseph, XIXe siècle.
- La chapelle Sainte-Marguerite au lieu-dit la Vieille Chapelle[23],[24].

### Héraldique
| Blason de La Chapelle-Villars | Blason  | D'azur aux trois molettes d'éperon d'or , au chef d'argent chargé d'un lion léopardé de gueules. |
| Blason de La Chapelle-Villars | Détails | Le statut officiel du blason reste à déterminer.                                                 |